# Forces Armées
El Forces Armées es un equipo de fútbol de Benín que juega en la Segunda División de Benín, la tercera liga de fútbol en importancia en el país.

## Historia
Fue fundado en el año 1969 en la capital Porto Novo con el nombre FAD como el equipo representante de las Fuerzas Armadas de Benín, aunque sus partidos de local los juegan en la ciudad de Cotonú y fueron uno de los equipos fundadores de la Premier League de Benín en ese año. 
Es el equipo que representa al ejército de Benín en los torneos de fútbol en el país y fueron los campeones de la temporada inaugural de la Premier League de Benín en 1969, aunque no juegan en la máxima categoría desde la temporada 1997 cuando se llamaban Entente Forces Armées.
A nivel internacional han participado en un torneo continental, en la Copa Africana de Clubes Campeones 1970, en donde fueron eliminados en la primera ronda por el Stationery Stores de Nigeria.

## Palmarés
- Premier League de Benín: 1

1969

## Participación en competiciones de la CAF
| Temporada | Torneo                            | Ronda | Club              | Casa | Visita | Global |
| --------- | --------------------------------- | ----- | ----------------- | ---- | ------ | ------ |
| 1970      | Copa Africana de Clubes Campeones | 1     | Stationery Stores | 2-3  | 1-3    | 3-6    |